# Université ouverte (type d'université)
Ne doit pas être confondu avec Université populaire.
Une université ouverte est une université dont la politique est ouverte, avec des conditions d'entrée minimales ou inexistantes. Les universités ouvertes peuvent utiliser des méthodes d'enseignement spécifiques, telles que l'apprentissage ouvert et assisté ou l'enseignement à distance. Cependant, toutes les universités ouvertes ne se concentrent pas sur l'enseignement à distance, et les universités d'enseignement à distance n'ont pas nécessairement des politiques d'admission ouvertes.

## Galerie

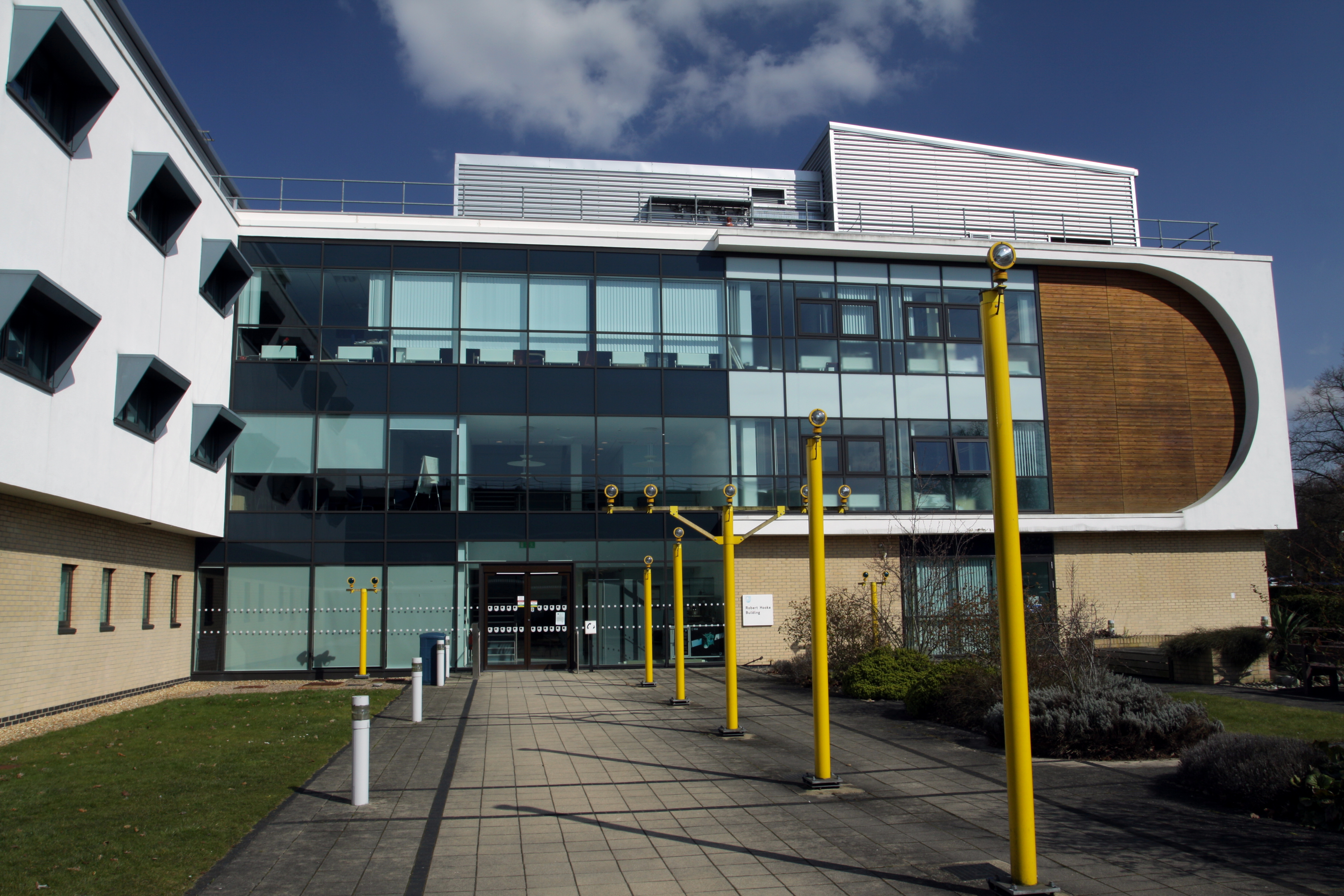
Bâtiment Robert Hook sur le campus de l'Open University à Milton Keynes, Angleterre, Grande-Bretagne.